# Mornington (comté de Meath)
Mornington (en irlandais, Baile Uí Mhornáin, ville du marin) est une ville côtière sur l'estuaire de la Boyne, à l'est de l'Irlande.

## Géographie
Mornington se situe à environ 5 km du centre de Drogheda en descendant le fleuve. Avec les localités voisines de Laytown et Bettystown, la ville constitue la zone de recensement de Laytown-Bettystown-Mornington et compte une population de 10 889 habitants au recensement de 2011, parvenant à 11 872 habitants (avec Donacarney) en 2016. Mornington fait partie de la région appelée East Meath.
Le grand townland de 4,95 km2 est bordé au nord par l'estuaire de la Boyne et à l'est par la mer d'Irlande. Le village s'étend le long du bord de mer jusqu'au village de Bettystown et comprend une partie de ce village jusqu'à et y compris l'hôtel Neptune. Le townland, une partie de la paroisse civile de Colpe concerne d'autres villes :  Betaghstown au sud, Colp East et Colp West à l'ouest et Donacarney Great et Donacarney Little au sud et à l'ouest. Stameen se trouve à l'ouest. Baltray,  Beaulieu et Banktown se trouvent de l'autre côté de la Boyne.
Mornington peut également faire référence à une zone plus vaste, une demi-paroisse, au sein de la paroisse catholique de Laytown-Mornington créée en 1986 et anciennement partie de la paroisse de St. Mary à Drogheda.
Mornington était également un ancien sous-district de bureau de poste et correspondait à une zone plus étendue, à des fins d'adressage jusqu'aux années 1980.

## Maiden Tower et Lady's Finger

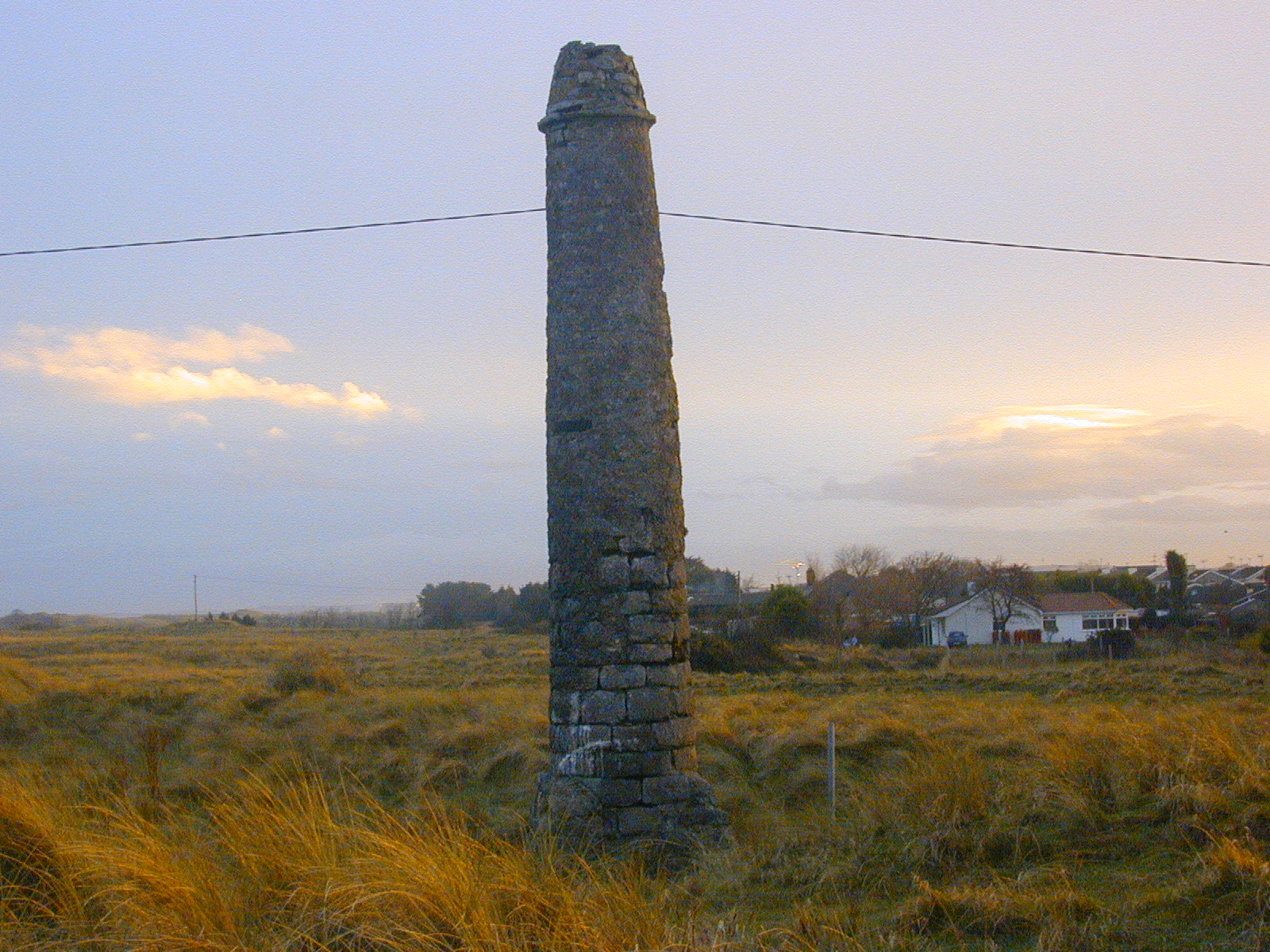
Lady's Finger.

Situées sur la rive sud, à l'embouchure de la Boyne, se trouvent deux structures : Maiden Tower « la tour de la jeune fille », une tour de guet, et Lady's Finger « le doigt de la dame », un pilier de pierre. Elles ont servi d'aides à la navigation pour les navires entrant dans la Boyne avant la construction des murs en 1765.
Un navire approchant de l'embouchure de la rivière devrait s'aligner pour entrer en toute sécurité dans le chenal étroit lorsque la vue du Lady's Finger serait masquée derrière la tour. La vue de Maiden-Tower near Drogheda, Co:y Meath par S. Walker montre leur relation le 11 juin 1783. Les deux sont répertoriés dans le Record of Protected Structures (ID N ° MH021-124 et MH021-121) dans le plan de développement du comté de Meath pour la période 2013-2019.
Maiden Tower, une tour carrée de 60 pieds de haut, effilée vers le haut, avec un escalier en colimaçon interne, a été construite sous le règne d'Elizabeth I, la reine vierge. L'association du nom avec la reine qui accéda au trône en 1558, est mentionnée comme une conjecture en son temps par Sir William R. Wilde dans son livre "The Beauties of the Boyne ..." ("Les beautés de la Boyne ...") (1849). La tour existait déjà en 1582 quand il fut proposé de construire à Ringsend une tour « d'une hauteur et d'une force telles qu'elles seront perpétuelles comme la tour de Drogheda »,,.
La tour est mentionnée dans la Charte accordée à la ville de Drogheda par James 1er en 1609, en référence aux pêcheries de la ville : - « nous accordons et confirmons au Maire, Shérifs, Bourgesses & Communes… toute l'eau de la Boyne et les pêches et pêcheries de là dans et de chaque côté de la même eau, des eaux des franchises… de la partie ouest de Drogheda à la mer au-delà de la tour appelée Maidenstower sur le côté est… ".
Dans le Down Survey de 1656-58, la tour est indiquée comme 'Maiden tower' sur la carte du comté et comme 'Mayden Tower' sur la carte de la paroisse de Colp.
À l'endroit du doigt de la dame, les cartes de la baronnie et de la paroisse montrent une croix sur un socle à gradins.
Lors d'une assemblée générale de la Drogheda Corporation, le 11 janvier 1683, il fut ordonné que "M. Mayor fasse en sorte que la tour de la Vierge soit moulée (c'est-à-dire rendue) à la charge de la Corporation".
En 1775, la Corporation adressa une pétition au Lord Lieutenant concernant "... une tour appelée tour vierge ... et aussi une autre petite tour ... quelles tours sont d'un service singulier aux marins qui naviguent sur les navires liés au port de Drogheda ... ce même était maintenant beaucoup hors de réparation et est devenu moins visible, la coloration brillante étant usée, qu'ils avaient récemment employé des personnes pour réparer lesdites tours, mais ont été obstrués par James Brabazon, locataire de Lord Mornington dont la succession est contiguë aux dites tours ".
La tour a été construite comme une balise  pour les marins et a marqué l'embouchure de la rivière Boyne. Aux plus hauts sommets de la tour, on obtient une vue étendue sur la terre et la mer. L'accès à ce parapet se fait par des marches en spirale se rétrécissant vers le haut et à travers la voûte en berceau en haut de l'escalier. Elle aurait également servi de tour de guet pendant les guerres élisabéthaines contre l'Espagne (1585–1603) pour prévenir à l'avance les navires ennemis en approche. Accessible au public jusqu'au milieu des années 1990, lorsqu'une grille métallique a été installée dans la porte surélevée, la tour a été vandalisée en 2003, lorsque la grille métallique a été retirée.
Une solide porte métallique a ensuite été érigée par les propriétaires, bloquant l'entrée de la tour.
Diverses histoires folkloriques se racontent sur la tour et le pilier. L'une concernait une dame fidèle, attendant le retour de son mari. Elle tombe de la tour quand un drapeau incorrect sur le navire de retour signale par erreur sa mort. La légende fait écho au sort d'Égée, le père de Thésée. Le doigt de la dame aurait alors été construit par le mari en mémoire de sa femme.
En 1819, une étrange vieille femme qui avait vécu à l'étranger pendant de nombreuses années s'établit au sommet de la tour. Elle passe son temps à son rouet sous un toit de voile de fortune installé par des pêcheurs locaux. Elle développe une réputation d'ermite local, faisant don de son travail de filature à l'église locale. Ayant refusé de donner son nom, elle est simplement connue sous le nom de « dame de la tour ». Au cours de l'hiver rigoureux de 1821, elle doit abandonner la tour et meurt peu après dans une institution caritative à Drogheda.
À côté de Maiden Tower se trouve l'ancienne station de sauvetage de la RNLI, en service entre 1872 et 1926. Maison d'habitation jusqu'à au moins la fin des années 1950, elle a ensuite été abandonnée et sans toit jusqu'en 2003, date à laquelle elle a été restaurée en résidence. En 2018, elle a été mise en vente avec les 31 acres de dunes de sable environnantes sur lesquelles un port en eau profonde avait été projeté. Le hangar à bateaux est une structure protégée (ID No. MH021-123) dans le plan de développement du comté de Meath.
En 2015, Harvey Keitel a filmé une partie d'une publicité d'assurance sur la tour.

## La pêche sur la Boyne

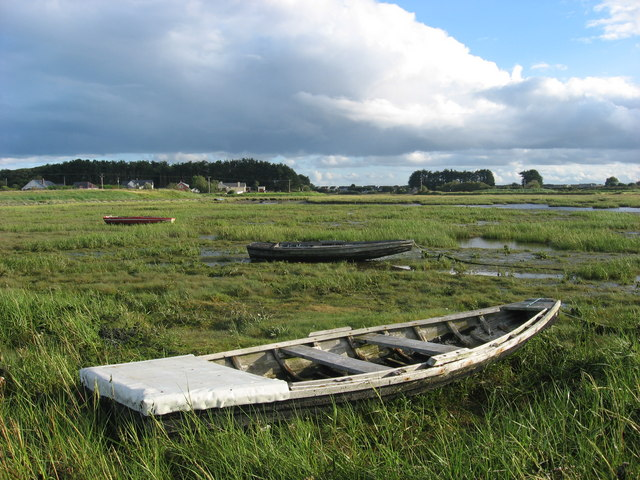
Bateax de pêche traditionnels à Mornington.

Mornington était traditionnellement un village de pêcheurs sur la Boyne, basé sur la pêche au saumon et le dragage des moules, mais la  la région et les moyens de subsistance de la pêche ont considérablement changé au moment du "boom" économique".
Par tradition, Saint Patrick a béni les pêcheurs de Inbhear Colpha, là où le ruisseau Colpe entre dans la Boyne à Mornington, car ils lui ont donné du saumon quand il a demandé quelque chose à manger, contrairement à ceux de la Ainge , ou Nanny Water qu'il avait maudits pour être inhospitaliers. Il a alors prophétisé que les pêcheurs de Mornington auraient toujours du poisson.
La pêche était connue sous le nom de « pêche du seigneur » au début de la période Stuart. En 1603, le roi James accorda à Sir George Carew, vice-chambellan de la reine, "les dîmes du poisson de Mornanston dans la paroisse de Colpe". Le contrôle de la Boyne et des pêcheries a été donné à Drogheda et confirmé en 1609 (voir ci-dessus).
La pêche aux filets à tirant d'eau a été effectuée à partir d'environ 14  et « les pêcheurs de saumon de la Boyne avaient une méthode de travail particulière qui impliquait deux hommes. Un homme reste à terre. tenant une corde attachée au filet, tandis que l'autre rame dans la rivière avec l'autre extrémité du filet. Une fois le filet entier déployé, le batelier regagne la rive et les deux hommes tirent le filet vers le rivage, piégeant le poisson dans sa migration ".
Les bateaux à saumon avaient une plate-forme arrière particulière pour tenir le filet. La pêche avait lieu de février à août. En 2006, alors que le nombre de saumons reproducteurs a diminué, la décision a été prise d'interdire la pêche au filet. Sur les 50 pêcheurs qui détenaient alors des licences, seuls 14 sont restés et "ils sont parvenus à un accord avec Inland Fisheries Ireland pour participer à une expérience scientifique pour le marquage les poissons capturés dans les filets, sous l'œil des inspecteurs des pêches. Les poissons étaient ensuite relâchés, leur permettant de remonter le courant ".
Les licences se transmettaient autrefois de père en fils, le matériel accompagnant la licence. Cependant, les licences actuelles ne sont désormais valables que pour la durée de vie du titulaire, ce qui les rend sans valeur commerciale et compte tenu du profil d'âge des titulaires de licence et du retard dans la reprise de la pêche, il ne restera bientôt plus personne pour continuer la tradition.
La tradition de la pêche aux moules, qui existe depuis environ 300 ans a également été suspendue depuis 2006. Un premier arrêt a eu lieu en 1998, car le chenal de la rivière devait être dragué, et tandis que les lits ont été réensemencés l'année suivante avec l'espoir d'une récolte en 2003, le rétablissement a été médiocre. Puis en 2006, la Drogheda Port Company a entrepris un deuxième dragage de limon cette fois depuis le poste d'amarrage en eau profonde de Tom Roe's Point jusqu'au  viaduc de Drogheda. La pêche impliquait un bateau ou un punt de style currach particulier (également appelé pram (landau) ou plus communément localement canoe (canot) et un râteau à moules avec une perche de vingt pieds, dragué à la main semblable à celui de la rivière Conwy au nord du Pays de Galles. Celles-ci peuvent être vues dans ces images de dragage de moules dans les années 1990. Les moules étaient à l'origine utilisées comme  nourriture dans les régions de Mornington - Baltray et ne sont devenues une pêche commerciale que vers 1902-1903.
La saison de récolte se déroulait pendant l'hiver d'octobre à avril et le ratissage avait eu lieu environ deux heures avant et après la marée basse . Les moules collectées étaient pelletées à travers un tamis pour enlever les pierres et les algues et ensachées dans des sacs en toile de jute, envoyés à une usine de transformation à Wexford. La plupart étaient ensuite emballées et exportées vers la France.
La pointe de terre où la Boyne tourne au sud-est avant d'entrer dans la mer est connu localement sous le nom de Crook ou Crooke. Au XIXe siècle, à la Maiden Tower, une piscine appelée Long Reach, s'étendant sur un quart de mile à l'intérieur des terres, était l'endroit où les navires pouvaient se trouver à marée basse.
Une usine de farine de poisson a été créée à Crooke en 1968 par une entreprise écossaise avec le soutien de Bord Iascaigh Mhara pour transformer le poisson de l'industrie du hareng de Clogherhead et  Skerries. Sa construction empiétait sur le droit coutumier des pêcheurs de tirer leurs bateaux à cet endroit. Il s'est terminé à la fin des années 1970 après plusieurs années de pêche intensive par des navires qui ont conduit à l'effondrement des stocks de harengs en mer d'Irlande.
La jetée privée a continué à être régulièrement utilisée par les bateaux de pêche de Clogherhead pour s'amarrer et la société a finalement été liquidée en 2003. Le gouvernement irlandais a acheté la jetée et les terres adjacentes en 2001 pour 170 000 £. Son utilisation a été autorisée pour débarquer des explosifs en quantités commerciales, principalement pour les entreprises d'extraction locales, et des munitions.
Le port de Drogheda a avancé des plans pour développer l'embouchure de la Boyne autour de la tour en tant qu'installation portuaire moderne en eau profonde à la fin des années 1990, mais l'incapacité de localiser le propriétaire de l'ancien hangar à bateaux a retardé le projet. Une bande réservée pour un corridor routier avait déjà été planifiée dans le plan de développement du comté de Meath de la zone qui interdisait la construction résidentielle le long du tracé proposé à partir de la route de Dublin. Une opposition locale au projet a vu le jour jusqu'à ce que les terres soient qualifiées comme « estuaire de la Boyne » (1996) et Boyne Coast and Estuary, SAC (Zones Spéciales de Conservation) par Dúchas - Patrimoial Service et cela a profité aux plans. Cependant, le dragage initial du chenal de la rivière a eu lieu en 1999-2000, et, après un nouveau dragage dans le chenal de la rivière en 2006, le port à conteneurs en eau profonde et l'installation du port de marchandises diverses du terminal de Tom Roe's Point ont continué avec l'argent de l'UE. Les plans pour un plus grand port en eau profonde d'East Meath ont été déplacés vers la région de Gormanston / Bremore en même temps.
Par la suite, en 2005, une grande partie de la région de Mornington a été reconsidérée  par le conseil du comté de Meath et a depuis été aménagée pour de nouveaux lotissements résidentiels, ce qui a modifié la nature essentiellement rurale de la région.
La gestion du chenal de l'estuaire de la Boyne par les Drogheda Harbour Commissioners (1790–1997) et leur successeur commercial Drogheda Port Company, depuis 1997, a été une caractéristique des 150 dernières années, avec des travaux de dragage majeurs commençant dans les années 1830 à la suite de Alexander Nimmo suivant le rapport de 1826. Ce rapport était basé sur une étude de l'estuaire entreprise par John Benjamin Macneill. Un rapport récent de l'EPA indique que  « De la ville de Drogheda à la mer à Mornington, le fleuve a été canalisé au moyen de murs construits vers les années 1850 par les commissaires du port de Drogheda. Ce travail important a eu deux effets : il a augmenté la vitesse de sortie de la marée, produit un effet de curage et a créé une réserve d'eau dans les polders estuariens, augmentant le flux de la marée descendante ».
Dans le cadre de cet aménagement, l'ancien pont de Mornington avait auparavant une porte à flot qui restreignait l'entrée d'eau de la marée montante dans le ruisseau Colpe.

## Transports publics
Les lignes D1 et D2 des Bus Éireann fournissent plusieurs services journaliers entre Laytown et Drogheda via Bettystown et Mornington.
Les bus Matthews Coaches desservent les itinéraires de banlieue de Dublin vers Donacarney Cross et Laytown, Bettystown et Julianstown
Mornington bénéficie de deux gares, celles de Drogheda et de Laytown.

## Religion

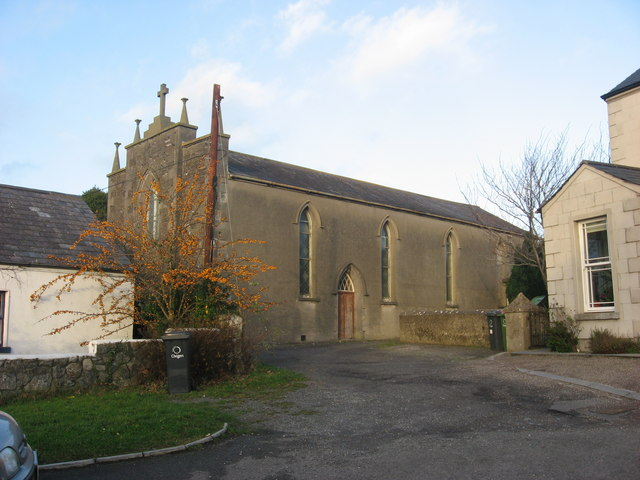
Old Star of the Sea, église de 1841.

Our Lady, Star of the Sea (Notre-Dame, étoile de la mer, en irlandais : Réalt ná Mara), église catholique de Mornington, a été consacrée le 27 août 1989, les travaux ont été achevés en 1991. Depuis la création de la paroisse de Laytown-Mornington en 1986, le curé de Mornington est sous le contrôle du curé de Laytown.
L'église actuelle a été conçue par Turlough McKevitt Architects, basés à Drogheda et construite par MJ Duffy & Sons Ltd. à la fin des années 1980. Elle a remplacé l'ancienne église « Star of the Sea » au centre du village d'origine.
L'ancienne église de 1841 est à pignon, son entrée principale face à l'ouest, une plaque de date posée au-dessus de la porte, mais aussi avec une entrée latérale qui était plus couramment utilisée. À l'intérieur de part et d'autre de l'entrée principale, entre les portes intérieure et extérieure, d'étroits escaliers courbes conduisaient à la "Galerie". C'était un étage supérieur incliné couvrant un peu plus de la moitié de l'espace de l'église. Ici, la chorale était assise et les retardataires pouvaient se faufiler après le début de la messe. Une grande boîte confessionnelle était située à droite vers l'arrière sous cet étage. L'église avait à l'origine l'autel traditionnel «ad orientem» monté dans le mur Est et après les changements dans la liturgie un autel plus tard «versus populum». Une porte de la sacristie partait à droite de l'autel. Les vitraux des saints patrons ont été transférés dans la nouvelle église.
L'ancienne église a été construite dans le style néo-gothique sous la direction de Thomas Hammond de Drogheda en 1839-1841 pour le révérend John Donnellan de la paroisse St. Mary's sur le buff surplombant le pont de Mornington où un ruisseau rejoint la Boyne.
Ce site d'origine de l'église était auparavant l'emplacement d'une petite chapelle datant de la Période pénale et avant cela, une église pré-Réforme répertoriée dans la fiscalité ecclésiastique (1302–06) du pape Nicolas IV. Ce dernier possède une tourelle à l'extrémité ouest percée pour deux cloches. Il a été mentionné pour la première fois comme une ruine en 1622 et une partie de ses structures se trouvent encore dans l'ancien cimetière attenant. L'illustration anonyme  montre l'ancienne église et la chapelle avant la construction de l'église de 1841. Une chapelle à Mornington est mentionnée c. 1192-1202 dans une charte de Llanthony.
Saint Patrick aurait débarqué ici à hostium Colpdi le port ou havre de Colpa à l'embouchure de la Boyne, amarré ses bateaux et continué sa route vers Slane, le long de la rive sud de la Boyne, à travers l'église. L'ancienne (église d'Irlande) à Colp, était traditionnellement consacrée à saint Columba. Une vie non datée de saint Samthann de Cluain Bronaig mentionne Colpe comme un port utilisé par les bateaux du centre colombien d'Iona.
Cette relation est encore visible dans le nom du Club GAA local, St. Colmcilles.
Le « Martyrologe de Tallaght », compilé c.  800 AD, mentionne un saint Aithcáin d'Inber Colptha «nar» clói chathgreim »(« qu'aucune bataille n'a vaincu »), dont la fête était le 16 juin. Toute tradition locale en rapport avec lui a disparu.
La dévotion à un autre saint de juin ou alternatif, Jean-Baptiste, le 24 juin, est probablement venue avec les Normands qui étaient particulièrement attachés à son culte. Un ancien puits sacré dédié à saint Jean est situé dans une zone marécageuse et boisée connue sous le nom de « Glen » près de la nouvelle église. Il est situé près du ruisseau de Colpe au pied d'une colline appelée Cnoc Bán. Son  pattern a été observé, jusqu'à ce qu'il soit supprimé par un prêtre local, "au tournant du [vingtième] siècle par des personnes qui cherchaient des remèdes pour les maux des yeux et des oreilles. Des boutons, des vêtements et d'autres objets personnels étaient accrochés à un vieux buisson surplombant le puits. La tradition locale affirmait que les herbes qui poussaient autour du puits avaient la vertu de guérir la toux, les infections cutanées et la surdité ".
Le puits dont un mur entoure le flanc de la colline est maintenant obstrué par des débris. Une pierre connue sous le nom de « masse rocheuse » se tenait à côté du puits. La messe a été célébrée dans ce lieu isolé pendant les périodes difficiles où les lois pénales étaient en vigueur. Traditionnellement, les puits dédiés au saint en Irlande faisaient l'objet d'une journée de patronage la veille de la Saint-Jean (23 juin) coïncidant avec l’ancienne célébration du milieu de l’été.
Les enterrements actuels dans la paroisse ont lieu à Reilig Mhuire (cimetière de Piltown Road) qui a ouvert en 1985.

## Sports
Laytown and Bettystown Golf Club se trouve dans le  townland de Mornington.
Le club local GAA porte le nom de St. Colmcilles, ou Naomh Colmcille. Les terrains se trouvent à Páirc Uí Rís, Piltown, près de Bettystown. Connu sous le nom de "Blues", le club remonte à 1971, suivi par l'émergence de clubs plus récents comme 'Star of the Sea' et 'Shallon' dans le secteur d'East Meath.
Laytown et Bettystown Lawn Tennis Club, sur Golflinks Road, à Bettystown, se trouve aussi à Mornington.

## Enseignement
L'école publique se partage entre l'école des filles et l'école des garçons à Donacarney qui couvre Mornington. Ce sont Na Mara BNS et Realt Na Mara GNS,.
L'école secondaire, Colaiste na hInse, se trouve à Laytown, couvrant le secteur de Mornington et celui d'east Meath
En 1837, une école d'environ 20 élèves est basée dans 'small chapel at Mornington'. Une école en brique rouge, de style gothique, qui sert actuellement de centre communautaire est construite dans les années à  Donacarney Cross. Dessinée en 1872-3 par P.J. Dodd de Drogheda avec une extension en 1885, elle présente des portes différentes pour les filles et les garçons en façade. Elle est remplacée auXXe siècle par un château d'eau qui sera ensuite rasé pour la construction de l'école actuelle au début du XXe siècle.[réf. nécessaire]

## Représentations artistiques
La région a inspiré de nombreux artistes au fil des ans. Des vues de l'estuaire et de ses pêcheurs, de la plage et de Maiden Tower apparaissent comme des sujets à l'aquarelle, à l'illustration et à l'huile par divers artistes, dont Austin Cooper,  Alexander Williams, Nano Reid, Ithell Colquhoun et plus récemment Richard Moore.
Deux premières illustrations "Views of Maiden-Tower near Drogheda, Co. Meath" par Austin Cooper en 1782 et  "The lady's Finger & Maiden Tower, Co. of Eastmeath" font l'objet d'une gravure basée sur le croquis de George Petrie. Ce dernier apparaît dans « Excursions à travers l'Irlande » de 1820 de l'écrivain Thomas Cromwell .

## Le bord de mer à Mornington
Mornington Strand se compose de dunes, connues localement depuis au moins le milieu du XVIIIe siècle sous le nom de The Burrows, et d'une large bande de sable qui s'étend au sud de la rivière Boyne vers Bettystown. Le parcours permettant de relier de Laytown et Bettystown Golf Club est situé dans les dunes de Mornington. Des zones de sables mouvants se trouvent près des murs canalisant la rivière Boyne ; des panneaux d'avertissement érigés à Bettystown préviennent du danger. Le sable et les vasières intertidales, ainsi que les systèmes de dunes de sable de Mornington, sont inclus dans la zone spéciale de conservation (SAC) de la côte et de l'estuaire de la Boyne qui s'étend le long de la côte de Bettystown à Termonfeckin.
Les corps des victimes de meurtres ont été retrouvés ici en 2007 et 2013.

## Mythes et histoire ancienne
Inbher Colpa  ou  Inber Colptha   était le nom principal au début du Moyen Âge pour l'embouchure de la Boyne et en particulier la zone de sa rive sud où se trouvait « hostium Colpdi », le havre de Colpa. L'« Inbher » ou estuaire à marée de la Boyne qui s'étend maintenant à l'intérieur des terres jusqu'à la confluence avec la rivière Mattock, avait une limite de marée antérieure juste en dessous de la traversée de la rivière à Ros na Ríg.
L'estuaire portait différents noms dans la littérature médiévale irlandaise et était associé comme lieu de départ et d'arrivée dans les légendes et mythes antiques signifiant souvent des histoires de noyades, une vague dangereuse ou mascaret, des arrivées de l'étranger et des restes corporels trouvés dans la Wrack zone de l'estuaire (Tráig Inbir) ou  Tráig Indbir Colpa , the Strand of Inbher Colpa , a homologue de Mornington, était dans la zone plus large de « Tuath Inbhir (i mBregaib)» entre la Boyne et la Nanny.
L'origine du nom est associée dans la mythologie locale à Colpa « un Chlaidhimh » (« de l'épée »), un fils de Míl Espáine dans l'origine milésienne des Irlandais, un envahisseur qui a été noyé par une vague au cours de sa tentative d'accoster, et par tradition est enterré derrière l'église de Colp dans un ringfort touchant à la limite de Mornington. Tandis que Colpa se noyait, Érimón, son frère aîné, réussit son débarquement en toute sécurité à cet endroit et devient l'un des premiers milésiens Hauts rois d'Irlande. Une tradition alternative Dindsenchas, un corpus de littérature en vers et en prose sur l'origine de lieux célèbres, associe le nom de Inber Colptha au Máta, une créature aquatique massive qui occupait une plaine autrefois submergée autour de Dundalk, Magh Muirthemne, et qui a été tué et démembré sur une pierre, Liacc Benn, au sommet de Newgrange à Brú na Bóinne, par le Dagda et des pièces jetées dans la Boyne. Son membre, sa tige ou shinbone (« colptha ») atteignit l'estuaire donnant le nom à Inber Colptha. Le colptha a probablement rappelé la  Boyne à ce stade et a joué sur le mot original Colpa. Áth Cliath, "le gué à obstacles", le nom irlandais de Dublin, est expliqué dans le même récit de Dindsenchas faisant référence à un obstacle d'os, la cage thoracique du Máta.

## Histoire ultérieure
Les principaux monuments historiques qui subsistent dans la région sont une tête et une base de grès (haute croix) trouvée à Colp (la tête est maintenant dans l'église Church of Ireland à Julianstown), Maiden Tower, construite au XVIe siècle (voir ci-dessus) et le donjon (château-tour) en ruine à Donacarney Cross. Un autre château se trouvait auparavant dans la ville de Mornington à côté de Colp dans le cadre du groupe de colonies médiévales. Il n'en reste plus rien au-dessus du sol.
Mornington a été séparé de Colp au début de la période normande et a reçu un  statut d'« arrondissement ». La désignation distincte était mentionnée vers 1182 lorsque Hugh de Lacy, seigneur de Meath, dix ans après son inféodation par Henri II avec les terres du royaume de Meath, accorda ses dîmes pour soutenir la nouvelle fondation de l'Abbaye augustinienne à Colp. C'était une cellule de sa maison religieuse préférée du Prieuré de Llanthony située sur ses terres dans le val d'Ewyas.
La localité tire son nom de Robert le Mariner, propriétaire normand qui apparaît également en latin sous le nom de Roberto Marinario témoin dans une charte à Dublin (n° 230) enregistrée dans le cartulaire de l'Abbaye de Sainte-Mary, Dublin. Le nom de lieu était bien établi au début duXIIIe siècle, connu sous le nom de `` Villa Roberti Marinarii (1211),  Villa Marinarii ,  Vill Marenariorum , et au fil du temps  Maris  ,Marynerton, Marinerston by Colp, Marinerstown ou Mornanton.
Duuenacharny (Donacarney) était mentionné comme une partie de Mornington dans la charte de confirmation de Walter de Lacy en 1230-1234, mais par la suite a été considéré comme faisant partie du manoir de Colpe. Robert le Mariner mourut probablement sans héritiers avant 1234, car cette année-là Walter de Lacy, seigneur de Meath, accorda "toute la terre qui appartenait à Christiana épouse de Robert le Mariner dans la ville de Mariners en Irlande près du port de Drogheda à Dieu et à l 'abbaye cistercienne Sainte Marie de Furness en Angleterre, à l'abbé et aux moines servant Dieu là-bas".
L'ouverture d'Airgíalla à la colonisation et le développement de Drogheda dans les années 1180 et 1190 auraient mis la colonie à l'écart. L'historien BJ Graham note qu'en 1235, « un burgage de « vill Marenariorium », maintenant connu sous le nom de Mornington ... fut inclus dans une concession de terre à [l'abbaye cistercienne] de Beaubec [qui abritait un établissement monastique à Beymore, East Meath]. À cette époque, la colonie comprenait une église, une tour en pierre, un moulin et quelques messuages, un inventaire qui montre clairement que, malgré son statut d'arrondissement, le vill Marenariorum « n'était rien de plus qu'un village seigneurial en taille ou en fonction ».
Malgré des liens étroits et étant bordé du côté de la terre par le manoir voisin et plus vaste de Colpe, il est resté un village séparé, ayant sa propre église jusqu'au XVIe siècle avec Marynerton étant répertorié parmi les possessions irlandaises de l'abbaye de Furness et de Llanthony à la  Suppression des monastères en 1536. À peu près à cette époque Henry Draycott (c. 1510–1572) un fonctionnaire de la Couronne d'origine anglaise et juge en Irlande du XVIe siècle, qui a occupé un certain nombre de Bureaux du gouvernement, est devenu un propriétaire foncier important dans le Pale, avec son domaine principal à Mornington. Il était un allié politique du Lord Deputy, Anthony St. Leger et a acquis de nombreuses anciennes propriétés de l'église lors de la Dissolution. Ses descendants se sont rapidement intégrés au sein de la communauté Old English of the Pale et sont restés l'une des familles importantes de la région pendant les 150 années suivantes.
En 1603, Mornington était considérée comme faisant partie de la Paroisse civile de Colpe. Il apparaît dans le cadre de Colpe dans le Civil Survey of 1654 et dans le « Topographical Dictionary of Ireland » de Samuel Lewis (1837) sous /C/Colpe-Duleek-Meath.php Colpe ou Colpe-cum-Mornington.
Mornington a été le théâtre d'une des actions en mars 1642 lors de la levée du siège de Drogheda de 1641-42 alors que la garnison entreprenait des raids dans la localité pour perturber les rebelles du Nord sous Felim O'Neill de Kinard entourant la ville. Le château de Colpe, dans le township de Mornington, a été capturé par Charles Moore, 2e vicomte Moore de Drogheda avec une partie de la force de secours de Dublin dans cette action. Les forces de Drogheda ont trouvé la récolte de l'année précédente toujours dans les champs et John D'Alton dans son histoire de Drogheda cite Dean Nicholas Bernard :

« Tôt ce matin [le 3 mars] ... les forces du colonel Wainman s'avancèrent et elles trouvèrent la ville [de Mornington] abandonnée, de sorte que leur seul travail ce jour-là fut de récolter ce qui était abandonné, tous étaient autorisés au pillage ; les allées étaient si épaissies avec toutes sortes de céréales, que le printemps semblait être la moisson ... De telles charges de grain étaient montées sur des chevaux que sur les collines elles ressemblaient à des colonnes mouvantes, par lesquelles notre grande indigence était bientôt transformée en abondance  »

La ville de Drogheda se mit alors avec une grande joie à brasser le grain capturé pour fabriquer de la bière "n'ayant bu que de l'eau pendant une semaine". Dans ce raid, ils ont également brûlé :
«  Une maison d'un Draycot (qui par les rebelles était nouvellement créé vicomte Mornington, pour son engagement dans la cause) ... ce qui a été fait plutôt dans une juste vengeance de son désarmement frauduleux de beaucoup de nos soldats alors qu'ils se rendaient ici depuis le pont de Julianstown. Sa bibliothèque, avec ce qui pouvait être préservé du feu, a été amenée ici et vendu à des prix très bas ; un très grand manuscrit parchemin d'un vieux missel, consacré à cette église de Mornington, m'est venu entre les mains, dont je présume qu'ils ont valorisé la perte plus que leurs maisons. »

« A fair house of one Draycot (who by the rebels was newly created Viscount Mornington, for his merit in the cause) ... which was done the rather in a just revenge of his fraudulent disarming many of our soldiers as they were making hither from the bridge of Julianstown. His library, with what could be preserved from the fire, was brought in hither and sold us at very easy rates; a very large parchment manuscript of an old missal, consecrated to that church of Mornington, came to my hands, the loss of which I presume they have valued more than their houses. »

Ce missel et un autre livre appelé le « Livre noir de Llanthony » (Black Book of Llanthony), tous deux maintenant perdus, avaient auparavant appartenu à la bibliothèque d'Henry Draycott.
La maison détruite est enregistrée en 1640 comme la propriété de John Draycott de Mornanstowne et de Valeran Weisley de Dingen, avec 308 acres.
Ses ruines situées sur Church Road, ont été enregistrées comme un grand bâtiment de forme irrégulière décrit dans les lettres gothiques comme une « Ruine » sur le 1836 ed. de la carte Ordnance Survey 6 ". On croyait localement qu'il s'agissait du site d'un ancien monastère.
Le Ozanam Home se trouve maintenant sur le site de «Mornington House», Coney Hall, dernièrement le résidence principale de la région et propriété de la famille Brabazon. Une plaque dédiée à James Brabazon, Esq., Décédé en 1794, qui montre ses liens avec les comtes de Meath, se trouve sur le mur couvert de lierre de l'église primitive dans l'ancien cimetière de Mornington. L'association de la famille remonte à leur ancêtre du XVIIe siècle, un capitaine James Brabazon qui a été blessé lors de la bataille d'Aghrim du côté Williamite.
Une autre famille importante dans la région était la famille Weslies qui donna plus tard les ducs de Mornington.